# Brachymeria truncata
Brachymeria truncata är en stekelart som först beskrevs av Schmitz 1946.  Brachymeria truncata ingår i släktet Brachymeria och familjen bredlårsteklar. Inga underarter finns listade.